# Lars Fredrik Dahlson
Lars Fredrik Dahlson, född 1754, död 15 juni 1805, var en svensk lagman och fideikommissarie för Fernaverken.
Han var lagman i Västmanlands och Dalarnas lagsaga 1789-1801 och sedan i Närkes lagsaga till sin död 1805.  Han utnämndes till fideikommissarie för Fernaverken 1789. 1791 gifte han sig med Karolina Lovisa Tottie vilket gav honom delägarskap i Älvkarleö bruk. 1804 dog Ramsell som utsett honom till fideikommissarie vilket gav upphov till rättsliga tvister, då det anfördes att Ramsell, instiftaren av fideikommisset, till en annan, men detta testamentet kunde aldrig påfinnas.